# Induktanz
Induktanz ist in der Elektrotechnik der induktive Blindwiderstand oder auch der induktive Wechselstromwiderstand. 

## Blindwiderstand einerInduktivität (Bauelement)bei sinusförmigen Signalen
Die Herleitung der folgenden Gleichungen findet sich unter den Stichworten Komplexe Wechselstromrechnung und Elektrischer Widerstand.
Für eine ideale Spule mit der Induktivität {\displaystyle L} ist ihre Impedanz
{\displaystyle {\underline {Z}}_{L}=\mathrm {j} \omega L=\mathrm {j} X_{L}}
wobei j die imaginäre Einheit ist.
Ihr Blindwiderstand, auch Induktanz genannt, ist der Imaginärteil der Impedanz:
{\displaystyle X_{L}=2\pi fL=\omega L}
Ihr Blindwiderstand {\displaystyle X_{L}} ist ein linearer (von Spannung oder Stromstärke unabhängiger) Wechselstromwiderstand, der aber mit wachsender Frequenz {\displaystyle f} (bzw. wachsender Kreisfrequenz {\displaystyle \omega =2\pi f}) zunimmt. Ein Berechnungsbeispiel für den induktiven Widerstand ist hier zu sehen.

## Hinweis
Die Induktanz ist außerdem ein falsch benutzter Oberbegriff für Bauelemente wie Spulen und Drosseln, die die physikalische Eigenschaft der Induktivität nutzen. Im Sprachgebrauch werden diese induktiven Bauelemente auch als Induktivität bezeichnet, wobei der Begriff Induktivität sowohl für die physikalische Eigenschaft steht als auch für das induktive Bauelement verwendet wird.